# Фат чой
Фат чой (спрощ.: 发菜; кит. трад.: 髮菜; піньїнь: fàcài; ютпхін: faat³ coi³; Nostoc flagelliforme ) — це наземна ціанобактерія (тип фотосинтезуючих бактерій), яка використовується як овоч у китайській кухні. Після висихання продукт має вигляд чорного волосся. З цієї причини його назва в перекладі з китайської означає «овоч з волосся». Після замочування фат чой має м’яку текстуру, схожу на дуже дрібну вермішель.

## Виробництво

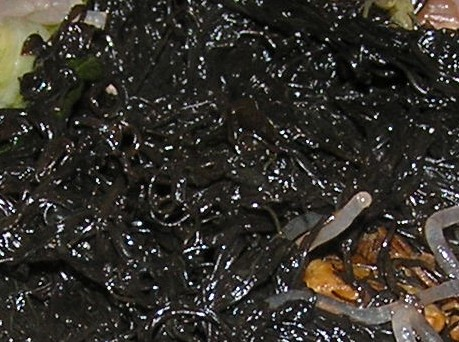

Фат чой росте на землі в пустелі Гобі і на плато Цінхай. Надмірне збирання врожаю в монгольських степах сприяло ерозії та опустелюванню цих територій. Уряд Китаю обмежив його збір, що призвело до зростання ціни. Це може бути однією з причин того, чому деякі фат чой на ринку виявились фальсифікованими пасмами неклітинного крохмалистого матеріалу, чи  іншими добавками та барвниками.   Справжній фат чой має темно-зелений колір, тоді як підроблений жирний чой виглядає чорним. 

## В китайській культурі
Його назва кантонською мовою звучить так само, як кантонська фраза, що означає «розбагатіти» (хоча другий склад, coi, має інший тон) — це можна знайти, наприклад, у кантонській приказці «Gung1 hei2 faat3 coi4» (恭喜發財, що означає «бажання процвітання»), часто проголошується під час китайського Нового року. Тому він є популярним інгредієнтом для китайського Нового року, як і для святкової вечері. Її вживають як альтернативу целофановій локшині.  Він в основному використовується в кантонській кухні та буддійській кухні. Іноді його використовують як інгредієнт гарячого горщика.

## В'єтнамська культура
Фат чой також використовується у в'єтнамській кухні. Це називається tóc tiên або tóc thiêng (буквально «волосся ангела») в’єтнамською.